# Parque Nacional Natural Chiribiquete
Der Parque Nacional Natural Chiribiquete ist ein seit 2018 in seiner heutigen Ausdehnung bestehender kolumbianischer Nationalpark. Der ursprüngliche Park wurde 1989 gegründet. Er erstreckt sich am Äquator auf dem Gebiet der zwei Departamentos Caquetá und Guaviare. Ökologisch verbindet der Nationalpark mit der Orinoco-Savanne, den Anden, dem Bergland von Guayana und dem Amazonas vier sehr unterschiedliche Ökosysteme miteinander. Mit einer Fläche von 42.681 km² ist er der größte Tropennationalpark der Welt. Er wurde 2018 von der UNESCO als Welterbe anerkannt.
Das Klima ist tropisch mit 24 °C Durchschnittstemperatur. Benannt ist der Park nach der Tafelberg-Landschaft Serranía de Chiribiquete, die den Park prägt. Ihr höchster Punkt liegt auf 1000 m über dem Meer. Bewohner des Gebietes haben 75.000 Felszeichnungen an mindestens 60 Orten hinterlassen, die den Park zu einer der bedeutendsten Fundstellen dieser Art auf dem amerikanischen Kontinent machen.

## Geschichte
Der Nationalpark wurde 1989 gegründet. Um die einzigartigen Naturdenkmäler und Kulturstätten besser zu schützen, wurde der Nationalpark 2012 in die nationale Vorschlagsliste für das UNESCO-Welterbe aufgenommen und am 1. Juli 2018 zum kombinierten Weltnatur- und Weltkulturerbe erklärt.
Im August 2013 wurde der 12.990 km² große Nationalpark flächenmäßig mehr als verdoppelt. Er wuchs 14.834 km² auf 27.824 km². Am 2. Juli 2018 gab es mit 14.867 km² eine zweite, flächenmäßig fast identische Erweiterung zum mit 42.681 km² größten Tropennationalpark der Welt. Der damalige Präsident Manuel Santos (Partido de la U) sagte: „Wir übergeben den Indigenen die Schlüssel zu dem Park, damit sie ihn schützen mögen. Die indigenen Gemeinschaften sind die besten Verteidiger von Mutter Erde, der Wälder und des Wassers.“

## Geographie

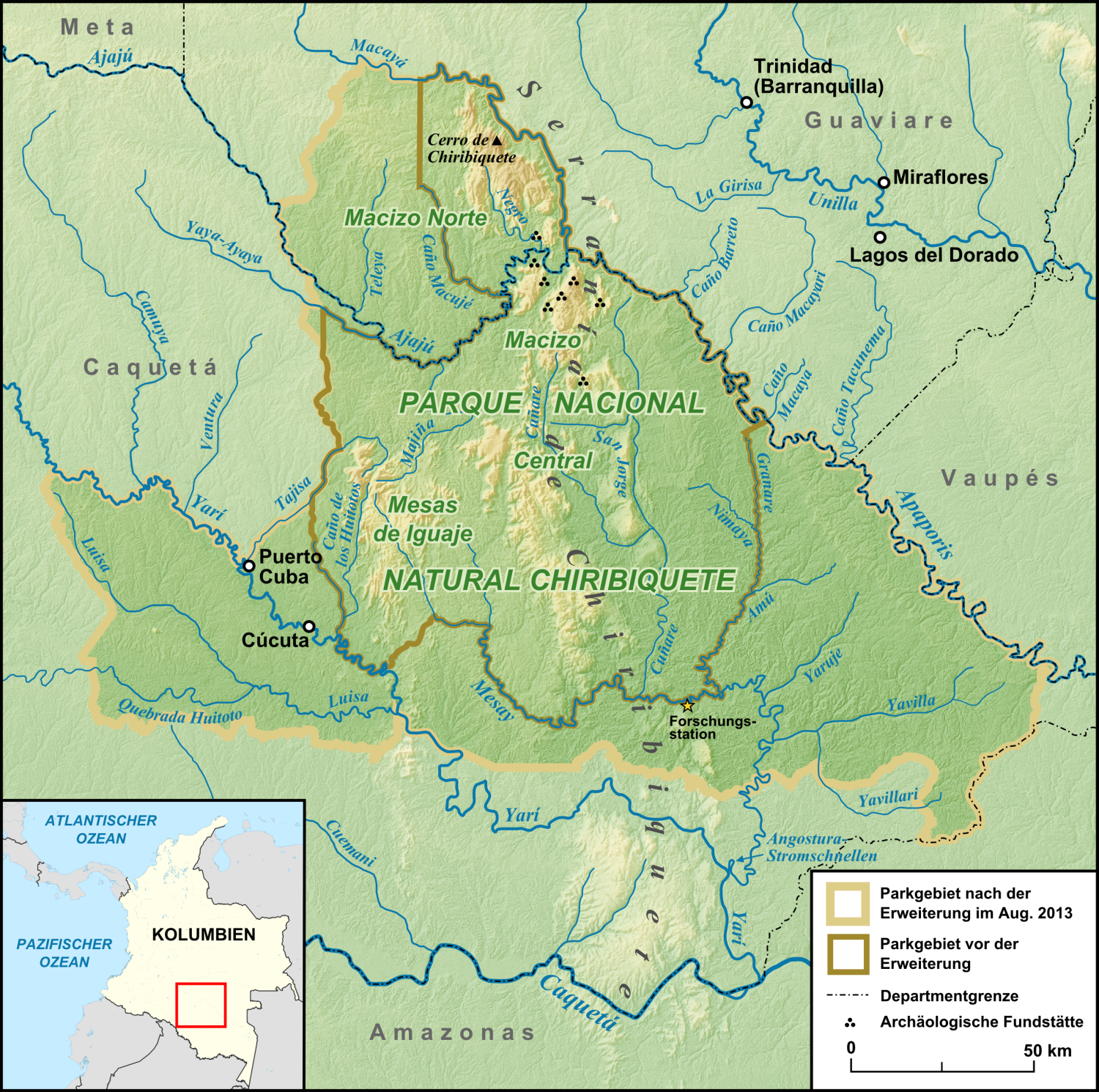
Karte des Parks

Der Nationalpark liegt im westlichsten Teil des Berglands von Guayana am Übergang der Llanos ins Amazonasgebiet. Er erstreckt sich am Äquator zwischen 74° und 71°30' westlicher Länge und 0°20' südlicher und 1°42' nördlicher Breite. Sein Höhenprofil reicht von 200 m bis zu einer Höhe von 1000 m über dem Meer. Bereits bei seiner Einrichtung war er der größte kolumbianische Nationalpark.
Die namensgebende Bergformation, Serranía de Chiribiquete, ist Teil des Berglands von Guayana und setzt sich aus mehreren Tepuis zusammen. Die Bergmassive der Serranía de Chiribiquete teilen sich in das Macizo Norte, das Macizo Central und die Mesas de Iguaje. Teilweise reicht die Serranía über die Grenzen des Parks hinaus. Das Macizo Norte liegt im nördlichen Teil des Parks im Departement Guaviare und beheimatet mit die höchsten Tafelberge. Sie reichen hier um die 800 Meter in die Höhe. Zur Formation gehört auch der Berg Cerro de Chiribiquete, der zwischen den Flüssen Macayá (auch Tunia genannt) und Ajajú liegt. Südlich der Flüsse Ajajú und Apaporis, gänzlich im Department Caquetá gelegen, befindet sich das Macizo Central. Nach Süden hin wird es vom San Jorge-Mesay-Yarí-Flusssystem begrenzt. Die Berge sind hier etwas niedriger und erreichen zwischen 350 Meter und 600 Meter. Schließlich liegen im Südosten des Parks die Mesas de Iguaje. Mit bis zu 400 Meter liegen hier die kleinsten Tafelberge.

### Hydrographie
Hydrographisch zählt die Region zum Amazonas. Im Parkgebiet dominieren zwei Flusssysteme, die in den Caquetá münden. Während die Wässer des Macizo Norte und aus Teilen des Macizo Central in das Macayá-Ajajú-Apaporis-Flusssystem fließen, erreichen die Wässer des restlichen Parkgebiets das San Jorge-Mesay-Yarí-Flusssystem. Durch die Zusammensetzung des Bodens sind alle Flüsse im Gebiet Schwarzwasserflüsse.
Der Fluss Macayá entspringt nahe der Stadt San Vicente del Caguán. Er streift den Park im Norden entlang der Hänge des Macizo Norte, deren Wässer er aufnimmt, und vereinigt sich schließlich mit dem Ajajú zum Apaporis. Zusammen mit dem Macayá definiert der Apaporis nach der Erweiterung von 2013 die Nord- und Ostgrenze des Parks. Die Quelle des Ajajú liegt im Osten der Savannenlandschaft Sabanas del Yarí. Er durchfließt den Park von Westen nach Osten und begrenzte vor der Erweiterung teilweise den Park im Norden. In den Sabanas del Yarí liegt auch die Quelle des Yarí. Dieser trifft auf die westlichsten Ausläufer des Parks und durchfließt ihn in Richtung Südosten; dabei nimmt er den Caño de los Huitotos und den westlichen Grenzfluss Tajisa auf. Bevor der Yarí knapp außerhalb des Parkgebiets in den Caquetá mündet, nimmt er den im Parkgebiet fast parallel fließende Mesay auf. Die Wasserscheide zwischen beiden Flüssen und ihre gerade Verlängerung bildet das mittlere Drittel der südlichen Parkgrenze. Ein weiteres Drittel verläuft entlang der Wasserscheide zwischen dem Luisa und dem Cuemaní. Das östliche Drittel der Grenze definieren zum einen der Yavillari, zum anderen die jeweiligen Wasserscheiden des Apaporis und des Mesays mit dem Mirití-Paraná-System. Der Mesay selbst entspringt zwischen dem Macizo Central und den Mesas de Iguaje. Kurz vor der Mündung des Mesay in den Yarí strömt der Cuñaré in den Mesay. Der Ursprung des Cuñaré liegt im zentralen Tal des Mazico Norte. Auf seinem Weg nimmt er neben vielen kleineren Flüssen den San Jorge auf, der selbst wiederum im Mazico Central entspringt. Letzterer sammelt vornehmlich die Wässer der östlichen Hänge dieses Massivs ein. Ein weiterer mächtiger Fluss im Parkgebiet ist der Amú. Im nördlichen Teil des Parks dienen neben dem Ajajú noch einige unbenannte Flüsse zur Begrenzung des Parks.

### Geologie und Geomorphologie
Neben niedrigeren nach Westen hin abgeflachten Tafelbergen prägen den Park bis zu 800 m hohe Tafelberge mit klar definierten, steilen Flanken. Während die flacheren Berge hauptsächlich im Gebiet des Mittellaufs des Mesay und im Bereich der Angostura-Stromschnellen des Caquetá gelegen sind, befinden sich die hohen Tafelberge über das gesamte kolumbianische Amazonasgebiet verstreut. Konzentriert treten die Tepuis im Oberlauf des Apaporis und in den Mittelläufen des Yarí und Caquetá auf. Die präkambrischen und paläozoischen Gesteine der Tepuis sind insbesondere im dichten Kern kristallin; weiter außen, wo die Erosion bereits zur Tafelbergstruktur beigetragen hat, bestehen sie aus Sandstein. Pseudokarstige Strukturen beeinflussen ihr Aussehen stark, beispielsweise durch turmartige Strukturen aus schwer löslichen Gesteinen, die auf einigen der Tafelberge in den Himmel emporragen. Ein weiteres auffälliges Merkmal der Gesteinsformationen des Parks ist ein glänzender, lackartiger, schwarzer oder kaffeebrauner Überzug, der an vielen Stellen präsent ist. Er besteht aus Eisen-Oxid- und -Hydroxid-Verbindungen sowie aus den entsprechenden Magnesium-Verbindungen.
Weitere flache beziehungsweise leicht wellige und abschüssige Teile des Geländes sind mit feinem weißen Sand bedeckt, der sich teilweise ebenfalls auf den Tepuis findet. Dieser Geländetyp herrscht vor allem am Oberlauf des Mesay, in Abschnitten des Yarí-Unterlaufs und Teilen des Oberlaufs des San Jorge sowie zwischen dem Macayá und dem Ajajú vor. Besonders dieser letzte Geländetyp legt die Vermutung nahe, dass das Gebiet ursprünglich einen wüstenähnlichen Charakter besaß.
Insbesondere für die Flora des Parks sehr wichtig sind die Risse in den Flussbetten.

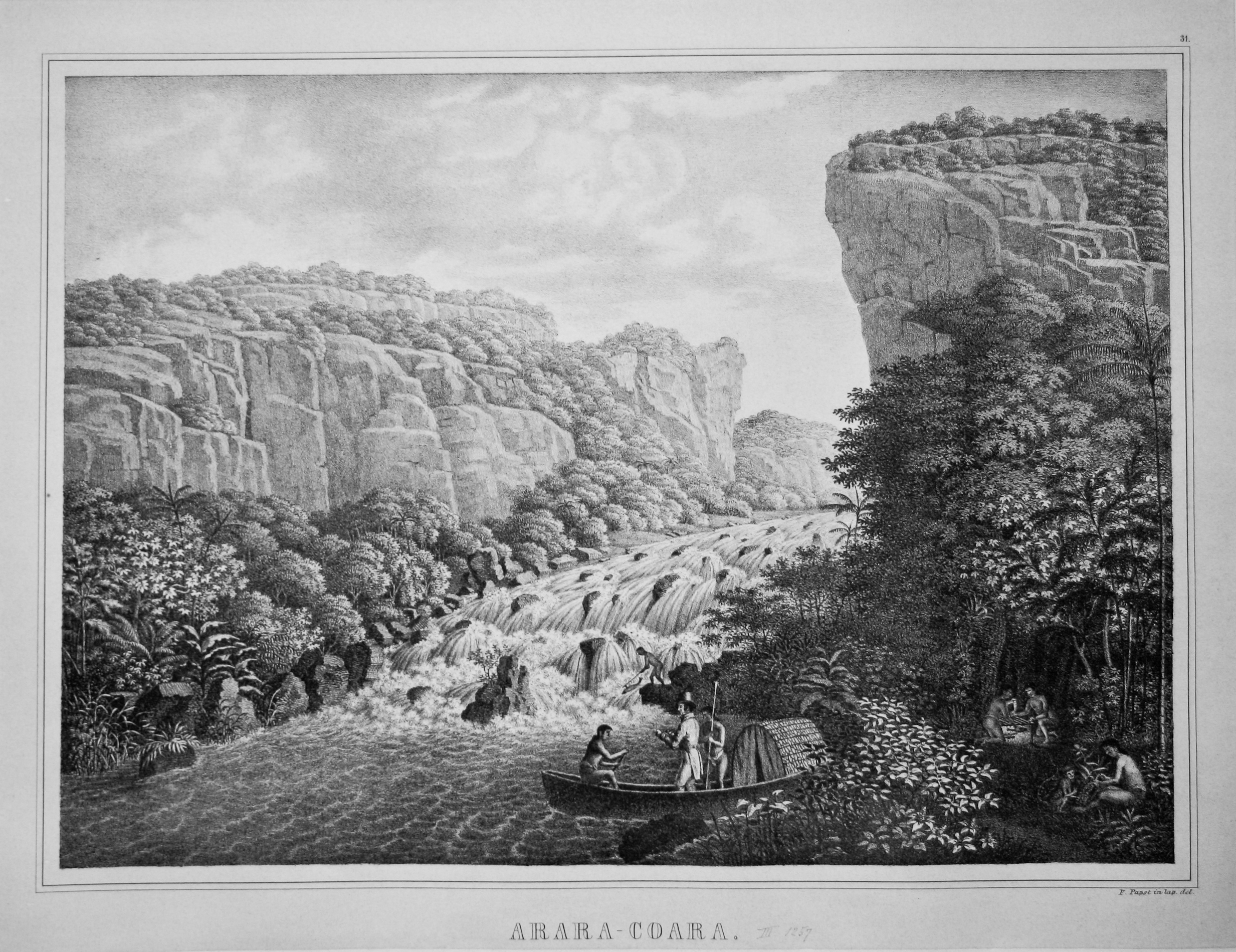
Darstellung der Araracuara-Stromschnellen im Reisebericht von Johann Baptist von Spix und Carl Friedrich Philipp von Martius. Die Falte aus dem Ordovizium bildet teilweise die Felsformation auf der linken Seite.

Tektonisch baut sich das Gebiet folgendermaßen auf: eines der frühesten Ereignisse, die noch heute die Landschaft prägen, war eine Faltung im Ordovizium, die einige Hügel zwischen dem Apaporis und dem Mesay formt sowie Teile der westlichen Seite des Araracuara-Stromschnellen-Bettes bildet. Das Gebiet dieser Falte wird als Araracuara-Gebiet bezeichnet, zu dem der Park geologisch gerechnet wird. Später im Mesozoikum entstanden Verwerfungen mit in Nord-Süd-Richtung verlaufenden Gräben und Horsten. Erst im frühen Tertiär hob sich das Gelände um bis zu einen Kilometer und ermöglichte so das Entstehen der Tafelberge. Seitdem wurde das Gelände hauptsächlich durch Erosion geprägt, geologische Einzelereignisse hatten vergleichsweise nur noch kleinere Einflüsse auf die Landschaft.

### Klima

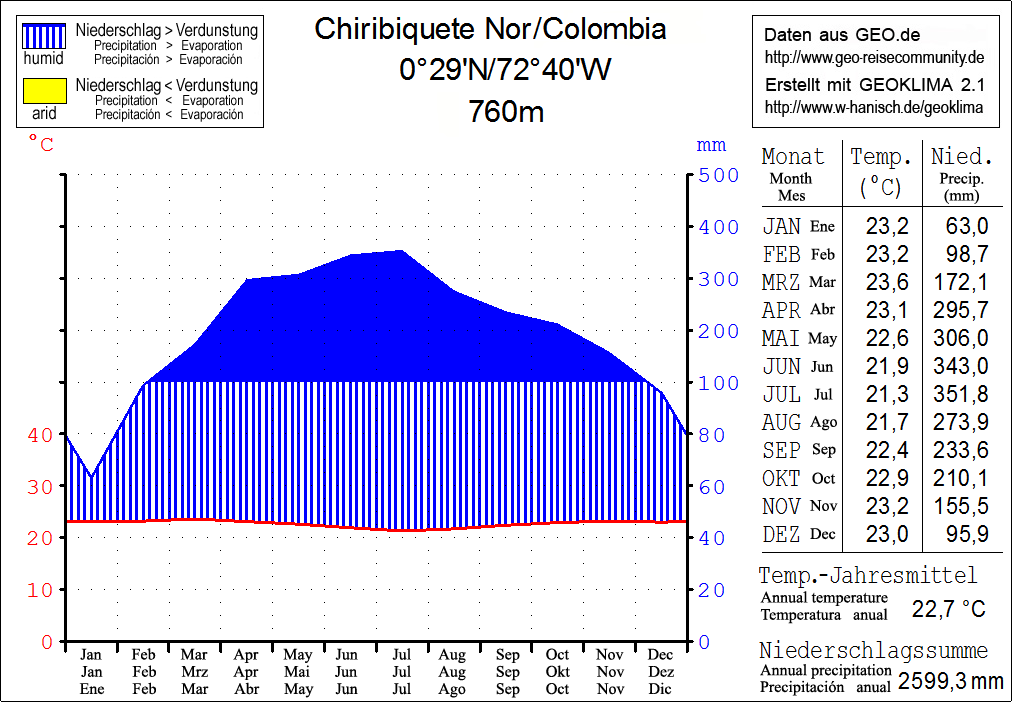
Klimadiagramm eines hoch gelegenen nördlichen Punktes im Park

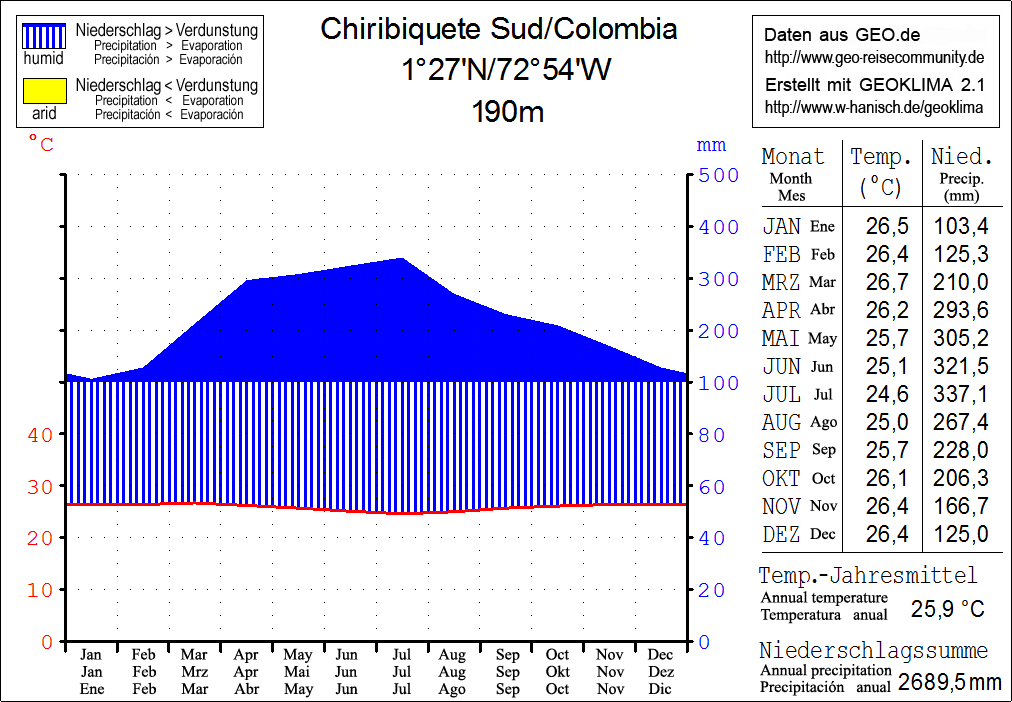
Klimadiagramm eines niedrig gelegenen südlichen Punktes im Park

Im Parkgebiet herrscht tropisches Klima mit circa 4500 mm Niederschlag jährlich bei meist bewölktem Himmel. Die wenigsten Niederschläge fallen dabei zwischen Dezember und Februar, die meisten zwischen April und Juli. Die jährliche Durchschnittstemperatur liegt bei 24 °C mit teils starken tageszeitlichen Schwankungen. So wird es insbesondere in den trockenen Monaten am Tag um die 32 °C warm, während das Thermometer in der Nacht auf circa 20 °C fällt. Auch ist der Temperaturunterschied zwischen den tiefen Parkzonen, in denen es bis zu 35 °C warm wird, und den hohen Parkzonen auf den Tepuis, wo es bis zu 2 °C kalt sein kann, sehr hoch. Die Luftfeuchtigkeit beträgt tagsüber im Mittel 40 %, in der Nacht hingegen steigt sie auf 100 %.

## Bioökologie
Sowohl die Flora als auch die Fauna der tropischen Regenwälder, der Savannen, an den Wänden der Berge und in den Spalten der Gesteine in den Flussbetten des Parks sind bisher nur lückenhaft erforscht. Insbesondere die Oberflächen einiger Tafelberge sind noch komplett unerforscht. Allein die hohe Artenzahl in den kleinen, bislang erforschten Bereichen deutet auf eine enorme Artenvielfalt hin. So wird vermutet, dass fast 75 % der Pflanzenarten des gesamten kolumbianischen Amazonas- und Guayana-Gebietes auch im Parkgebiet vorkommen.

### Vegetation
Die botanische Forschung im kolumbianischen Guayana-Bergland begann 1820 mit Carl von Martius, der allerdings nicht bis in das Gebiet der Sierra de Chiribiquete vorstieß. Erstmals im Parkgebiet forschte Richard Evans Schultes zusammen mit Everett L. Vinton, Carl O. Grassl und Gabriel Gutierrez in den Jahren 1943 und 1944 für die Rubber Development Corporation. Er war auf der Suche nach Kautschuk, das unter anderem aus dem in der Region häufigen Balatabaum (Manilkara bidentata) gewonnen wird. Obwohl viele Arten durch diese Expeditionen und die in den darauffolgenden Jahren beschrieben wurden, bekam die botanische Forschung erst mit Errichtung des Nationalparks nennenswerten Schwung. Bereits 1998 waren 549 Pflanzenarten bekannt, die zu 315 verschiedenen Gattungen zählen, welche wiederum in 107 verschiedene Familien gestellt werden. Dabei galten elf Arten als endemisch im Park und 167 als endemisch in Guayana. 2018 waren über 1800 Arten an Samenpflanzen bekannt. Insgesamt weist die Flora des Parks eine starke Verwandtschaft mit jener der Berge von Araracuara und der Mesa de la Lindosa auf. Große Teile der Vegetation lassen sich entweder Wäldern oder Savannen zuordnen.

#### Wälder
Im Parkgebiet kommen hauptsächlich vier verschiedene Waldvegetationszonen vor: Tieflandregenwälder, Galeriewälder, Bonnetia-Wälder und Wälder auf Böden, die auf Sedimentkörpern entstanden. Zu den häufigsten Baumarten im Parkgebiet zählen Pourouma cecropiaefolia, Qualea paraensis, Inga acrocephala, Iryanthera laevis, Hevea guianensis und Psedolmedia laevis.
Tieflandregenwälder bedecken fast alle Teile der nicht in Bergnähe gelegenen Parkteile. Je nachdem, ob sie in der Nähe eines Flusses periodischen Überschwemmungen ausgesetzt sind oder in trockenen Regionen liegen, setzt sich ihr Artenspektrum verschieden zusammen. In überschwemmten Waldregionen dominiert Mauritiella aculeata; in trockenen Regionen nimmt das Artenspektrum zu und der Wald wird insgesamt dichter und höher. Häufig sind hier Vertreter der Familien Vochysiaceae, Hülsenfrüchtler (Leguminosae), Rötegewächse (Rubiaceae) und Lorbeergewächse (Lauraceae).
Wie die überschwemmten Tieflandregenwälder säumen Galeriewälder die Flüsse im Park. Galeriewälder werden aber nicht überschwemmt und auf ihrer flussabgewandten Seite schließt sich ein trockener Tieflandregenwald oder ein Bonnetia-Wald an. In den Galeriewäldern treten oft die Bäume Ormosia macrophylla, Dimorphandra pennigera, Pagamea coriaceaea, Licania-Arten, Cyrilla racemiflora, Clusia columnaris, Cybianthus fulvopuverulentis, Protium haptaphyllum und Hevea nitida auf.
Neben der bezeichnungsgebenden Bonnetia martiana dominiert in Bonnetia-Wäldern auch die Senefelderopsis chirbiquetensis. Die Böden sind hier meist besonders dünn, sodass der steinige Untergrund zu Tage tritt; gleichzeitig steht viel Licht zur Verfügung, da die Blattdecke nicht sehr dicht ist. Dies macht sich sehr oft der Korbblütler Gongylolepis martiana zunutze.
Wälder, deren Boden auf meist mehrere Dezimeter mächtigen Sedimentschichten entstanden ist, finden sich häufig an den flacheren Hängen am Fuße der Tafelberge. Je nachdem, ob es sich um ein trockeneres Gebiet mit viel weißem Sand handelt, oder ein von Wasser durchflossenes Terrain, sind die Charakteristiken verschieden und es dominieren verschiedene Pflanzenarten. Im ersten Fall erreichen die Bäume um die 10–15 Meter und stehen sehr dicht. Die häufigste Art in trockenen Gebieten ist das Balsambaumgewächs Protium heptaphyllum. Im zweiten Fall nimmt die Artenvielfalt deutlich zu und es wachsen vornehmlich Vertreter der Gattungen Ocotea, Remijia, Micrandra und Schefflera.

#### Savannen
Savannen prägen insbesondere in den höher gelegenen Regionen des Parks das Landschaftsbild. Der Untergrund in diesen Zonen ist überwiegend steinig und ein Großteil der Pflanzen hat sich in Felsspalten verankert. Je nach dominierendem Artenspektrum werden mehrere Savannen-Vegetationstypen im Park unterschieden. Croton- und Bonnetia-Savannen werden je nach Bodenbeschaffenheit entweder von Croton-Arten oder von Bonnetia martiana dominiert. Je mehr Boden auf dem steinigen Untergrund übrig geblieben ist, desto stärker tendiert das Gleichgewicht in Richtung Bonnetia martiana. Ein zweiter Savannentyp wird fast ausschließlich durch Vellozia phantasmagoria-Gemeinschaften geprägt. An den Stellen, wo noch genügend Boden vorhanden ist, mischen sich Croton-Arten darunter. In den Übergangszonen zwischen Fels und bodenbedeckten Zonen finden sich zudem unter anderem Lagenocarpus pendulus, Diacidia parvifolia und Aechmea chantinii. Im dritten Typ herrschen Gemeinschaften von Navia garcia-barrigae vor. Dieser Typ tritt insbesondere in stark geneigten Hängen auf, deren Untergrund nur aus dem nackten Fels besteht. Entsprechend den unwirtlichen Bedingungen ist das Artenspektrum hier weiter eingeschränkt.

#### Andere Zonen
Auf Grund der besonderen Geologie im Nationalpark treten weitere spezielle Vegetationszonen auf. Ein sehr außergewöhnlicher Lebensraum sind beispielsweise die Steilhänge der Tafelberge, wo oft Navia-Arten und Croton suavis wachsen. Xyris- und Lentibulariaceae-Arten bevorzugen hingegen Tümpel und andere zeitweise unter Wasser stehende Gebiete, die sich durch Aushöhlungen der Felsen ergeben. Auch in dauerhaft unter Wasser stehenden Gebieten wie Flüssen hat sich eine spezielle Vegetation entwickelt. Insbesondere wenn der Flusslauf seichter als 30 cm ist und einen felsigen Untergrund aufweist, siedelt sich beispielsweise Utricularia neottioides an.

### Fauna
Jede dieser Vegetationszonen bietet verschiedenen Arten einen Lebensraum. Durch die schwere Erreichbarkeit wurden bislang nur einige Tiergruppen beziehungsweise einige Regionen genauer erforscht. Am besten erforscht ist die Zone rund um die Forschungsstation Puerto Abeja, die ungefähr in Äquatornähe am Mesay in einer Savanne liegt.
Einen Forschungsschwerpunkt bilden die Vögel, deren Artenspektrum an vielen Stellen im Park erforscht wurde. Mindestens 355 Vogelarten aus 47 Familien und 18 verschiedenen Ordnungen sind im Parkgebiet nachgewiesen; beispielsweise die nur im Chiribiquete-Gebiet vorkommende endemische Kolibri-Art Chiribiquete-Smaragdkolibri (Chlorostilbon olivaresi). Weitere neun Arten wurden, außer im Parkgebiet, in Kolumbien nur sehr selten gefunden: die Diskuselfe (Discosura longicauda), Ords Faulvogel (Notharchus ordii), der Wellenbauch-Baumsteiger (Hylexetastes stresemanni), der Palmsteiger (Berlepschia rikeri), Hylophylax punctulata, Elaenia cristata, Attila citriniventris, der Grauorganist (Euphonia plumbea) und Dolospingus fringilloides.
Ebenfalls als gut erforscht gelten die Fledermäuse. Es sind bislang 48 Fledermausarten bekannt. Die mit Abstand meisten Arten zählen zu den Blattnasen (Phyllostomidae). Jeweils etwas weniger als die Hälfte der Fledermausarten ernähren sich von Insekten oder Früchten; weitere Arten ernähren sich von Pollen und Nektar, Blut oder Fleisch. Während die auf Insekten und Früchte spezialisierten Arten in allen Vegetationszonen des Parks auftreten, kommen die auf andere Nahrungsquellen spezialisierten Arten jeweils nur in ausgewählten Vegetationszonen des Parks vor. Insgesamt wurde die größte Diversität in den Savannen gefunden und die geringste in den teilweise überschwemmten Waldzonen. Zu den am häufigsten nachgewiesenen Arten gehören: Anoura geoffroyi, Carollia brevicauda, Rhinophylla pumillio und Artibeus jamaicensis.
In der Klasse der Säugetiere sind neben den Fledermäusen unter anderem sieben Primatenarten nachgewiesen. Heraus sticht eine der wenigen nachtaktiven Affenarten, der Spix-Nachtaffe. Weiter sind drei Otterarten, acht Nagetiere und vier Katzenarten bekannt. Von letzteren nimmt der Jaguar als kultisches Tier der ersten Bewohner der Region eine besondere Stellung ein. In den Flüssen sind die Delphinart Sotalia fluviatilis als auch die Flussdelfinart Amazonasdelfin (Inia geoffrensis) hervorzuheben.
Zu den Delphinen gesellen sich allein im Mesay rund um die Forschungsstation Puerto Abeja 79 Fischarten aus 16 Familien und vier Ordnungen. Mit rund 80 % überwiegen Salmlerartige (Characiformes); es folgen Welsartige (Siluriformes), Buntbarsche (Cichlidae) und Süßwasserstechrochen (Potamotrygonidae). Die genaue Abundanz der einzelnen Arten gilt als noch nicht abschließend erforscht. Gerade die häufigsten Einzelarten Brycon falcatus, Triportheus elongatus, Triportheus albus und Pimelodus blochii sind Schwarmfische, wodurch sie bei den stichprobenartigen Nachweisen die gemessene Abundanz verfälschen können.
Die vermutlich höchste Biodiversität haben die Insekten, die allerdings derzeit noch sehr lückenhaft erforscht sind. Bisher wurden 72 Käferarten, 313 Tagfalter, 261 Ameisenarten, 43 Mückenarten und sieben neue Libellenarten gefunden.

## Kulturelle Bedeutung
Die Besiedlung beziehungsweise die kulturelle Bedeutung des Gebietes lässt sich anhand von Funden teilweise bis ins Ende des Pleistozäns hinein nachweisen.

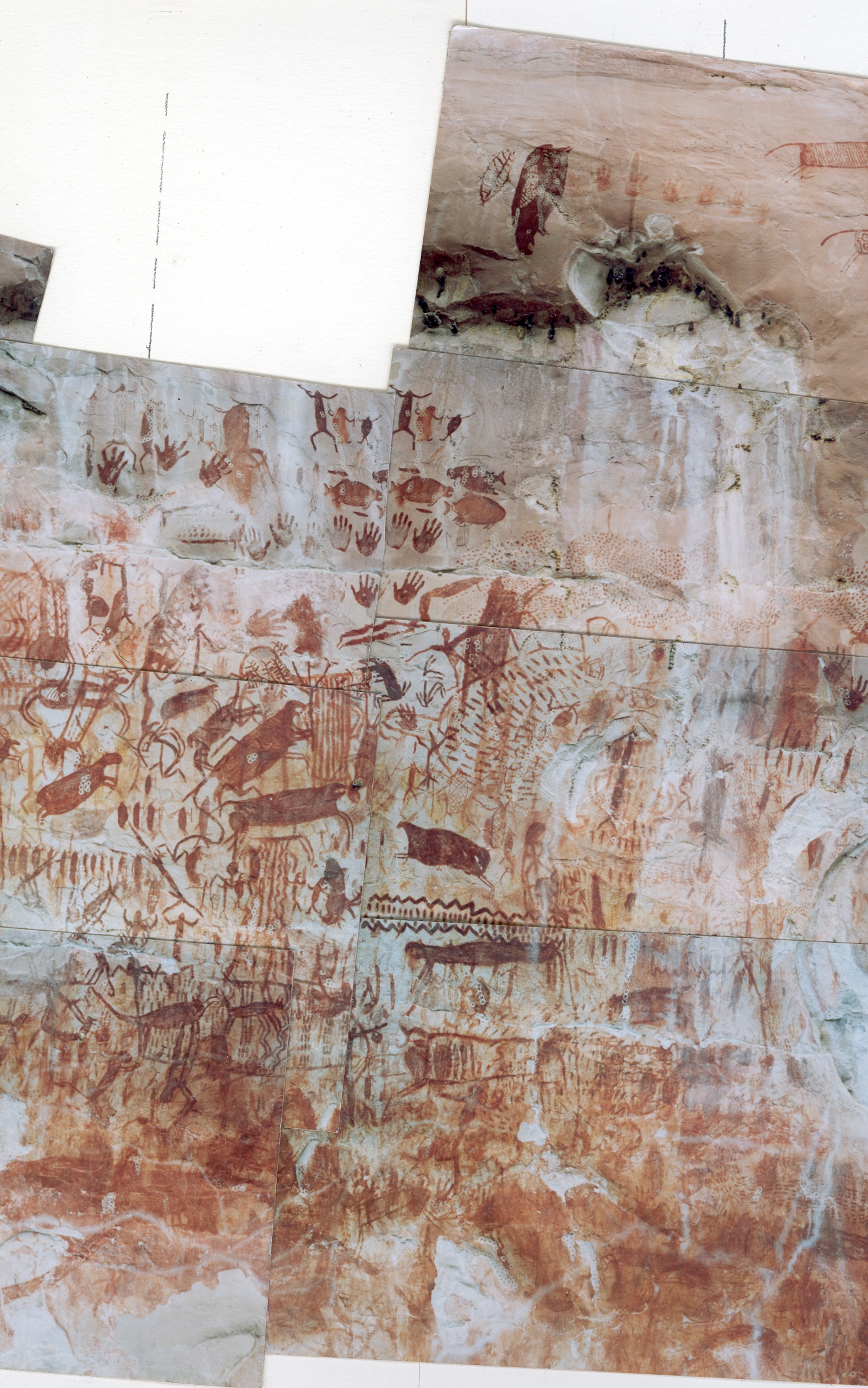
Felszeichnungen im Nationalpark

Über 20.000 Felszeichnungen an mehr als 80 Stellen zeugen von menschlicher Präsenz vor bis zu 19.000 Jahren. Damit gilt das Gebiet als eines der bilderreichsten in Amerika. Meist finden sich die Zeichnungen in schlecht zugänglichen, höher gelegenen kleinen Höhlen von geringer Tiefe. Gehäuft treten sie insbesondere entlang mutmaßlicher früherer Wege auf, wie sie zum Beispiel durch natürliche Canyons vorgegeben wurden. Unter den hauptsächlich einfarbigen Zeichnungen befindet sich eine Art Grundierung, von der manche Forscher vermuten, dass sie auch von älteren Zeichnungen stammen kann. Stilistisch sind die Zeichnungen teils naturalistisch, teils seminaturalistisch und teils piktogrammartig oder ideogrammartig ausgeführt. Die Stile wurden meist für bestimmte Situationen genutzt. So werden einzeln stehende Szenen meist naturalistisch dargestellt.
Thematisch lassen sich die Zeichnungen folgendermaßen einteilen: die erste Gruppe bilden Tierformen, die meist naturalistisch oder seminaturalistisch gezeichnet wurden. Ein Viertel zeigt Jaguare; sehr häufig ist mit 17 % auch Wild, wie beispielsweise Hirsche und Elche gezeigt. Weitere abgebildete Tiere sind Capybaras, Stachelschweine, Schlangen, Vögel, Affen und Insekten. Die zweite Gruppe bilden menschenartige Darstellungen, die meist seminaturalistisch bis schematisch ausgeführt sind. Häufige Motive sind hier Jagd-, Tanz- und Essszenen. Eine dritte Gruppe bilden botanische Bilder, die sich fast ausschließlich auf Palmen beschränken. Zu sehen sind sowohl die Anwendung der Palme als Wedel, als auch ihr Entstehungsprozess vom Samen bis zur Pflanze. Hier herrscht wiederum der naturalistische und seminaturalistische Stil vor. Eine weitere Gruppe bilden ideographische Darstellungen. Beispiele hierfür sind Hände und Füße aber auch Innereien von Tieren.

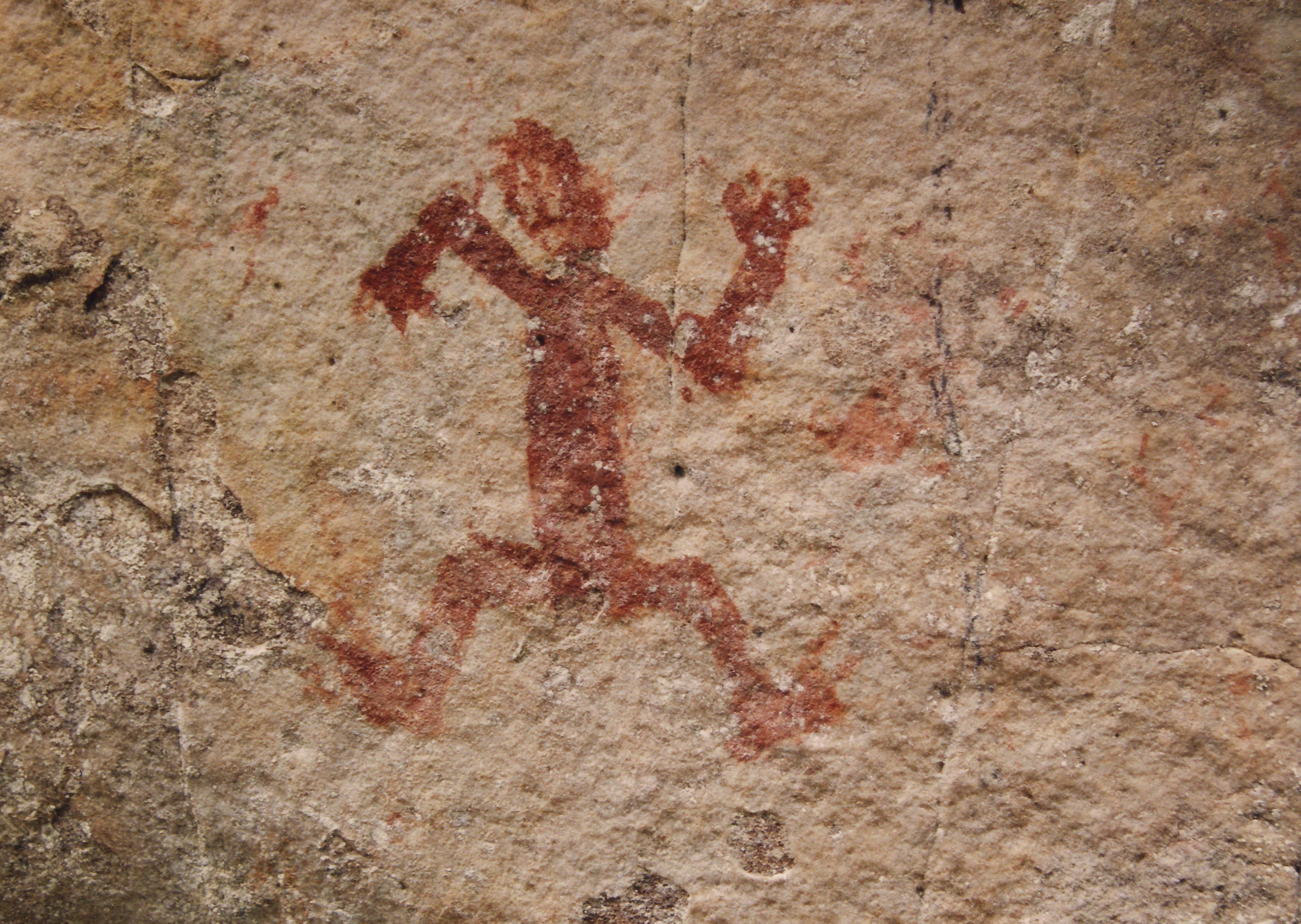
Felszeichnung im Nationalpark, Person

Die genaue Besiedlungsgeschichte von den Erschaffern der Felszeichnungen bis in die heutige Zeit ist nicht abschließend geklärt. Als nächster gesicherter Punkt ist bekannt, dass in der jüngeren Geschichte das Gebiet der Karijona im Parkgebiet lag. Neben den Yukos gelten sie als die einzigen zur Carib-Sprachfamilie gehörenden Ethnien auf dem Gebiet Kolumbiens. Die vielen verschiedenen gebräuchlichen Namen für die Ethnie führten zu Verwechslungen und falschen Zuschreibungen. Dennoch deuten die Etymologie der Toponyme und andere Anzeichen darauf hin, dass weitere Ethnien aus dem Kreis der Tucano-Sprachen, Arawak-Sprachen und der Uitoto den Ort als mythologisches Zentrum nutzten. Einige dieser Ethnien stammten vermutlich aus Brasilien, Ecuador und Peru. Im Kult der Karijona lebt Gott in einer der Höhlen am Fuße der Tafelberge. Der Name des Gebiets selbst, Chiribiquete, stammt verschiedenen Ansätzen zufolge entweder aus der Sprache der Karijona und bedeutet „Algen zum Salz-Machen“ oder er referenziert auf eine Uitoto-Persönlichkeit.
Als die mutmaßlich ersten Weißen, in Person der Missionare um Francisco Requena, das Gebiet 1782 erreichten, berichteten sie von mehr als 15.000 Karijona. Diese bevölkerten damals insbesondere die Ufer-Regionen des Cunaré, des Mesay, des Amú und des Yarí. Während des Kautschukbooms wurden die meisten Indigenen getötet, vertrieben oder versklavt. Es gilt als sicher, dass spätestens 1932 kein Karijona mehr im ursprünglichen Territorium lebte. Heute leben noch einige zurückgekehrte Karijona beziehungsweise andere Indigene und Bauern im Gebiet des Parkes. Ihre Siedlungen gehören zu Calamar, Miraflores und Solano. Es gibt Hinweise darauf, dass noch einige Gruppen von Karijona, Murui und Urumi im Parkgebiet leben, die bis heute keinerlei Kontakte zur modernen Zivilisation hatten.
Extensive Felsmalereien wurden auch in der Serranía de La Lindosa, ebenfalls im Departamento de Guaviare gelegen, entdeckt.

## Ziele, Maßnahmen und Nutzung
Durch die Ausweisung des Nationalparks sollen sowohl das Ökosystem als auch die kulturellen Stätten geschützt und für die Zukunft erhalten werden. In der jüngsten Erweiterungsresolution vom August 2013 wurden diese übergeordneten Ziele in sechs Kernziele gefasst:
1. Schutz des Ökosystems als westlichster Teil der biogeographischen Region des Berglands von Guayana, um sowohl endemische wie bedrohte Arten als auch den natürlichen Übergang vom Anden- in das Amazonas-Biom zu erhalten
2. Dämpfender Effekt auf Klimaveränderungen, durch die hydrologische Regulierung der Flussläufe des Tunia, des Apaporis, des Yarí und des Caquetá
3. Regionale Klimaregulierung und Erhaltung der Anpassungsfähigkeit des Ökosystems unter globalen Klimaveränderungen durch die Regenwälder
4. Erhaltung kultureller Stätten, wie beispielsweise der Petroglyphen
5. Schutz Indigener, die bisher noch keinen oder nur minimalen Kontakt mit der modernen Zivilisation hatten
6. Erhaltung der Leistungsfähigkeit des Ökosystems für die in der Gegend lebenden Menschen

Zur Erreichung dieser Kernziele wurde unter anderem 2007 ein Managementplan verabschiedet, der verschiedene Maßnahmen festlegt. Dieser setzt auf verschiedenen Ebenen an. Auf der einen Seite wird beispielsweise die ökologische Bildung in der Region gefördert um das Bewusstsein und Verständnis für den Park zu verbessern. Auf der anderen Seite wird die Erforschung des Parks gefördert. Zusätzlich wurde er in eine historische und unantastbare Zone eingeteilt. Die historische Zone umfasst alle Gebiete in der Felszeichnungen und andere archäologische Zeugnisse gefunden wurden. Alle anderen Gebiete werden der unantastbaren Zone zugeschlagen.
Da nur Forschungsaufenthalte im Park gestattet sind, ist eine touristische Infrastruktur nicht vorhanden. Der Zugang ist nur mit dem Boot über den Río Caquetá, von da aus zu Fuß, oder per privatem Flugzeug möglich.